# UTV Software Communications
Pour les articles homonymes, voir UTV.
UTV Software Communications était un groupe de média indien fondé en 1990 et dirigé par Ronnie Screwvala. À l'origine orientée vers le cinéma et la distribution cinématographique, la société s'est diversifiée dans la télévision (production et distribution), dans l'animation en 1998 et à partir de 2007 dans les médias numériques : jeux vidéo et sites web.
La société était cotée à la Bourse de Bombay depuis le 17 mars 2005. La filiale britannique UTV Motion Pictures était cotée au Alternative Investment Market de la Bourse de Londres. De 2012 à 2020, son principal actionnaire est la Walt Disney Company jusqu'en 2020 lorsque Disney a fusionné UTV avec Star India à la suite de l'acquisition de 21st Century Fox. L'achat par Disney fait suivi à une longue campagne d'achat ou de participation dans la maison-mère ou les filiales d'UTV. Les activités d'UTV recoupent peu ou prou l'ensemble des activités de Disney, hormis les parcs de loisirs.

## Historique

Ancien logo d'UTV, valable jusqu'en mai 2010.

Le 22 juin 1990, la société United Software Communications Pvt. Ltd. est fondée par Ronnie Screwvala. Le « Pvt » signifiant privé (private) et était régi par la loi sur les sociétés de 1956. Son activité est orientée sur la postproduction.

### 1992-1997: télévision et cinéma
En octobre 1992, avec l'arrivée de la télévision par satellite, Zee TV demande à UTV de produire près de 250 heures de programmes. La même année, UTV se diversifie dans le secteur du divertissement en vol par le biais d'un contrat avec Air India en plus du doublage et de la distribution de films. En 1993, UTV élargit son activité en acquérant des films auprès de producteurs externes.
En 1995, le groupe produit son premier soap opera quotidien pour la télévision intitulé Shanti. En mai, UTV achète 54,6 % de la société Laezer Production Pvt. Ltd. (fondée le 29 janvier 1982) pour élargir son activité à la postproduction. Au travers de cette acquisition, la société UTV ouvre son capital au public et le 27 novembre 1995 supprime la mention « private » de son nom. En décembre, Laezer Production est renommée United Studios Limited.
En 1996, UTV crée une filiale pour la distribution de films à l'étranger, basée à Londres : UTV Motion Pictures. La même année, le Buena Vista International, filiale pour la distribution de la Walt Disney Company, signe un contrat avec UTV pour doubler ses productions dans les langues indiennes. La division Divertissement en vol d'UTV signe également des contrats avec d'autres compagnies internationales qu'Air India.
En 1997, les activités du cœur de métier d'UTV, la postproduction et les effets spéciaux sont regroupées dans une filiale nommée United Entertainment Solutions Ltd. La société produit aussi son premier long métrage, Dil Ke Jharoke Main (en) avec en vedette Manisha Koirala.

### 1998-2005: production et Internet
Le 19 mars 1998, à la suite de l'ouverture de son capital, la société se renomme UTV Software Communications Ltd. En 1998, United Studios Limited achète le studio d'animation Ram Mohan Biographies fondé par Ram Monan. La division animation d'UTV est baptisée RM-USL puis UTV Toons. En novembre, UTV acquiert une part majoritaire dans la société de distribution télévisuelle Vijay Television Ltd, créée le 30 mai 1996 et qui gère la chaîne de télévision Vijay TV, diffusée en continu en tamoul en dehors de Madras.
En 2000, UTV fonde une filiale nommée UTV Net Solutions Ltd. (UTV Net) qu'elle détient à 86 % et qui a pour but de créer du contenu pour Internet. Par la suite la société entame une restructuration du groupe afin d'améliorer le rendement de la société entre autres par le regroupement d'activité et des prises d'intérêt.
En 2002-2003, UTV achète le studio Western Outdoor Media Technologies Limited afin de devenir le leader dans le domaine de la postproduction, les effets spéciaux et l'animation en Inde. Cette société est alors intégrée à la division postproduction du groupe.
Le 26 avril 2004, UTV Communications fonde UTV Communications (USA) LLC, filiale américaine assurant la distribution des productions aux États-Unis. Le 12 octobre 2004, UTV Motion Pictures crée une filiale en Mauritanie.

### 2006-2008: participation de Disney et création d'un groupe
Le 28 juillet 2006, Disney annonce la signature d'un contrat prévoyant l'achat d'Hungama TV auprès d'UTV pour 30 millions de dollars ainsi que l'achat de 14,9 % d'UTV Software Communications pour 15 millions, société qui produit des programmes de télévision, des films d'animation et des films de type Bollywood. Le 25 novembre 2006, la Walt Disney Company annonce avoir acquis la chaîne pour 31,12 millions de dollars, au travers de sa filiale The Walt Disney Company Southeast Asia.
Le 20 avril 2007, UTV achète 70 % de la société Ignition Entertainment, spécialisée dans les jeux vidéo et le contenu Internet. Le 6 juin, UTV Global Broadcasting est fondée dans le but de superviser les activités de diffusion par satellite de chaînes de télévision en Inde. Le 9 juillet, UTV fonde UTV TV une filiale assurant pour la distribution des productions télévisuelles. Le 20 septembre, UTV fonde une filiale nommée UTV New Media Limited (UNML) pour les secteurs des médias numériques et de l'Internet. Le 24 du même mois, la chaîne Bindass est lancée. Le 3 décembre, Disney annonce vouloir acheter 11 à 15 % supplémentaires du capital d'UTV. Le 14 décembre, UTV achète 60 % du capital de l'éditeur de jeux vidéo Indiagames.
Le 18 février 2008, UTV émet un lot d'actions sur le marché et Disney annonce détenir 32,1 % du capital d'UTV après avoir acheté pour 203 millions de $ d'actions, ainsi que 15 % d’UTV Global Broadcasting, pour 30 millions de $. Le même jour, la société hongkongaise Unilazer, spécialisée dans la téléphonie mobile, acquiert 30,68 % du lot d'UTV soit près de 17 % du capital d'UTV. Quatre jours plus tard, UTV lance les chaînes UTV Movies et UTV World Movies dédiées respectivement aux films de Bollywood et aux films étrangers.
Le 4 avril 2008, UTV associé à Disney-ABC International Television lance une nouvelle chaîne, UTVi, syndication partielle des programmes d'ABC News. Le 7 avril, la société First Future Agri and Developers Private Limited Company (FFADL) est fondée. Le 6 mai, la société RB Entertainment Limited est fondée pour assurer la production de contenus télévisuels et comme une coentreprise détenue à 60 % par UTV TV et 40 % par Rajesh Beri. Deux jours plus tard, UTV New Media Limited achète une participation de 76,47 % de l'éditeur de sites web ITNation Media. Le 11 juin de la même année, UTV achète l'intégralité de la FFADL. À la fin du mois, Disney confirme détenir 37,29 % de la société UTV à la suite des achats d'actions entrepris en février. L'augmentation de participation au capital d'UTV Software débutée en février aurait coûté finalement 190 millions de dollars et permis de passer de 14,85 % à 37,29 %.
Le 8 août 2008, Disney poursuit ses achats de parts dans UTV avec l'achat de 15 % d'UTV Global Broadcasting. Cela a aussi modifié la structure de cette filiale désormais détenu à 75 % par UTV, 15 % par Disney et 10 % par Ronnie Screwvala. Dix jours plus tard, UTV Interactive annonce vouloir acheter 80 % des parts de True Games Interactive, une société américaine de contenu Internet, basée dans le Comté d'Orange en Californie, comté où est situé le parc Disneyland. La transaction s'achève le 10 septembre. Le 8 décembre, Disney annonce avoir acheté plus de 20 % supplémentaires du capital d'UTV Software sur le marché ouvert, profitant de la baisse des cours, atteignant les 50 %. À la suite de cette étape, UTV détient une option de rachat des parts de Disney effective avant novembre 2012. Le lendemain, UTV Motion Pictures annonce avoir obtenu un contrat de distribution des productions du Walt Disney Motion Pictures International, auparavant détenu par Sony Pictures, effectif à partir du 1er janvier 2009.

### 2009-2020: nouveaux médias et consolidation du groupe
Le 1er avril 2009, la filiale ITNation devient une société anonyme tandis que depuis la prise de participation de mai 2008, les actions achetées au fur et à mesure par UTV atteignent les 99,04 % puis les 100 % au 18 avril. D'après la publication officielle de la répartition des actionnaires d'UTV, Disney possède alors 59,94 % du capital. Le 20 juillet, UTV annonce la fusion des actions de UTV Motion Pictures, créée comme une filiale indépendante, au sein de UTV Software.
Le 25 janvier 2010, à la suite de la fusion annoncée en juillet précédent, le capital d'UTV augmente de 20 %, fusion accompagnée de l'émission de plus de 6 millions d'actions, ce qui provoque une réduction de la part du groupe Walt Disney qui passe à 50,45 %. En mars, le total des sommes engagées par Disney s'élèverait selon le The Times of India à 400 millions de dollars dont 160 millions d'offre publique à prix ouvert. Le 10 mai, le journal économique estime que l'investissement dans UTV passe au long terme malgré les incertitudes liées au métier du divertissement cinématographique et télévisuel, cœur de métier d'UTV.
Le 24 mai 2010, UTV annonce le renommage du studio True Games Interactive en UTV True Games. Le 2 juin, Indiagames est renommé UTV Indiagames. Le 19 juillet, UTV renomme Ignition Entertainment en UTV Ignition Entertainment. Le 2 août, UTV News renomme le site BloombergUTV.com en UTVMoney.com. Enfin, le 28 septembre, la presse annonce la fermeture du studio londonien d'UTV Ignition Entertainment.
Le 20 mai 2011, Disney et UTV Motion Pictures annoncent un partenariat dans la production de films en Inde. Le 26 juillet, UTV annonce qu'elle a accepté une offre de Disney pour acheter les 49,6 % restants du capital qu'elle ne détient pas pour 454,62 millions de $. Le projet prévoit de racheter toutes les actions encore disponibles sur le marché, de retirer la société du marché puis de racheter les 19,82 % détenus par Ronnie Screwvala,. Le 5 septembre, UTV annonce que ses actionnaires publics acceptent le retrait du marché de la société, étape préalable du rachat par Disney. Le 7 octobre de la même année, Disney annonce avoir acheté pour un prix de 80 à 100 millions de dollars les 42 % d'Indiagames non détenus par UTV Software Communications, société que Disney a annoncé vouloir racheter quelques mois plus tôt. Les 42 % étaient détenus par Vishal Gondal, fondateur d'Indiagames et des investisseurs étrangers tel que Cisco Systems et Adobe. Trois jours plus tard, Reliance Industries annonce avoir signé un contrat avec UTV qui fournira du contenu à sa filiale de télécommunication en développement. Le 25 novembre, UTV Indiagames annonce se recentrer sur le marché indien après l'achat par Disney. Le 7 décembre, le gouvernement indien valide le rachat d'UTV par Disney. Le 27 décembre, UTV annonce transférer son droit de rachat des actions restantes d’UTV Indiagames à Disney. Le lendemain, Disney annonce lancer une offre de retrait de la bourse de Bombay de 12,2 millions d'actions UTV valable du 16 au 20 janvier 2012, soit 29,96 % de l'entreprise afin d'atteindre 80,25 %, le reste étant détenu par RS Group.
Le 31 janvier 2012, Disney annonce avoir complété l'acquisition d'UTV pour 454 millions de dollars grâce à une offre publique de rachat des actions. Le 2 février, Disney annonce avoir finalisé l'achat des actions détenues par Rohinton Screwvala, Unilazer Exports and Management Consultants et Unilazer Hong Kong au prix de 1 100 roupies par action. Disney contrôle désormais plus de 90 % des actions d'UTV et prépare le retrait de la cotation en bourse à compter du 6 février. La société UTV devrait être renommée par la suite The Walt Disney Company India dépendant de Walt Disney International tandis que Rohinton Screwvala devrait devenir son président, rapportant à Andy Bird. Le 2 août, Disney India annonce réorganiser sa division interactive avec celle de sa nouvelle filiale UTV, qui prendra le nom DisneyUTV Digital. Les studios UTV Indiagames, UTV Ignition Entertainment et UTV True Games dépendent désormais de DisneyUTV Digital ainsi que les services Disney tels que Club Penguin.
Le 16 juillet 2014, le gouvernement indien accorde plusieurs autorisations d'investissements étrangers en Inde dont 180 millions d'USD par Disney Southeast Asia dans UTV Software Communications.
Le 16 juin 2015, Disney Channel et le studio Graphic India s'associent pour créer une série d'animation de super héros nommée Astra Force.

## Organisation de la société

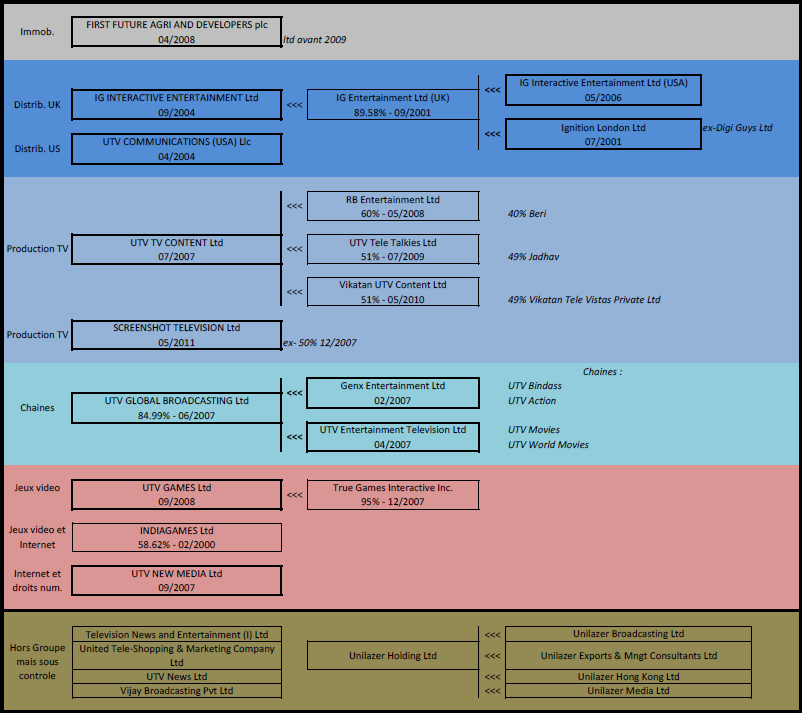
Structure juridique du Groupe.

- United Entertainment Solutions Ltd. créée en 1997 et le cœur de la historique société, spécialisé dans la postproduction et les effets spéciaux.
- UTV Communications fondée en 2004 et assurant la distribution en Inde et à l'international des (co-)productions. Elle comprend :
  - UTV Motion Pictures ;
  - UTV Communications (USA) LLC, fondé le 26 avril 2004 ;
  - UTV Communications (UK) Ltd. ;
  - UTV Communication (Mauritius) Ltd.
- United Home Entertainment, était une filiale du groupe fondée aussi fin 2004 avant son rachat par Disney en novembre 2006, créée pour la gestion de chaine de télévision
  - Hungama TV, une chaîne pour enfant
- UTV Global Broadcasting pour la télédiffusion[13] crée le 6 juin 2007, détenue à 85 % par UTV[48] et 15 % par Disney et comprenant[49] :
  - UTV Bindass, chaîne lancée en septembre 2007 dédiée au public des 15-34 ans[10] ;
  - UTV Movies, chaîne lancée en février 2008 aux films indiens ;
  - UTV World Movies, chaîne lancée en février 2008 dédiée aux films des autres pays du monde ;
  - UTV Action, chaîne lancée en janvier 2010 dédiée aux films d'action, indiens ou non ;
  - Bloomberg UTV, chaîne d'information lancée en 2008 sous le nom UTVi, en partenariat avec Bloomberg TV ;
  - Genx Entertainment Ltd détenant deux chaînes pour la jeunesse.
- UTV TV filiale pour la distribution des productions télévisuelles, fondée le 9 juillet 2007
  - RB Entertainment Limited est une coentreprise fondée le 6 mai 2008 assurant la production de contenu télévisuels, détenu à 60 % par UTV TV et 40 % par Rajesh Beri
- UTV Interactive pour internet et jeux vidéo
  - UTV Indiagames Ltd (58,62 %)[48]
  - UTV Ignition Entertainment Limited (89,58 %)[50]
    - Digi Guys Limited

  - UTV True Games ex-True Games Interactive (95 %)[50]
- UTV New Media Limited pour internet
  - ITNation Media
    - CXOtoday.com
    - TechTree.com
    - ChannelTimes.com
    - 360 Magazine
    - DI-Narc
    - ITNation Research

## Données économiques
La société produit aussi des films qui sont au catalogue de UTV Motion Pictures :
Voir la section Filmographie

### Résultats financiers
La période fiscale pour UTV s'étale du 1er avril N-1 au 31 mars N.
| Année      | Chiffre d'affaires (En millions) | Chiffre d'affaires (En millions) | Résultat net (En millions)   | Résultat net (En millions) |
| Année      | Roupies                          | Euro                             | Roupies                      | Euro                       |
| ---------- | -------------------------------- | -------------------------------- | ---------------------------- | -------------------------- |
| 2003-2004  | 1 139,84                         | 17,10                            | 214,21                       | 3,21                       |
| 2004-2005  | 1 804,20                         | 27,06                            | 376,65                       | 5,65                       |
| 2005-2006  | 2 132,02                         | 31,98                            | 518,85                       | 7,78                       |
| 2006-2007  | 2 032,29                         | 30,48                            | 880,25                       | 13,20                      |
| 2007-2008  | 4 457,45                         | 66,86                            | 1 416,83                     | 21,25                      |
| 2008-2009  | 6 919,28                         | 103,79                           | 1 773,11                     | 26,60                      |
| 2009-2010  | 6 844,80                         | 102,67                           | 2 306,43                     | 34,60                      |
| 2010-2011  | 9 486,41 (consolidé)5 777,10     | 142,29 (consolidé)86,65          | 3 383,83 (consolidé)3 583,40 | 50,75 (consolidé)53,75     |
| 2011-2012, | 4 698,27                         | 70,47                            | −9 233,30                    | -123.5                     |

1. ↑  En raison du rachat par Disney, UTV publie désormais des résultats financiers non consolidés, les produits des filiales étant désormais consolidés par Disney.
2. ↑  Après le rachat par Disney, UTV a déduit les investissements dans ses filiales et à la suite d'un inventaire de ses productions a accéléré les provisions pour amortissements

### Participations de la Walt Disney Company

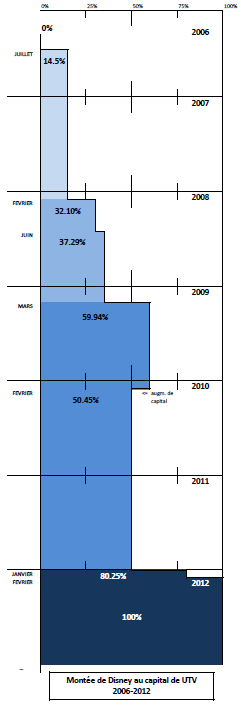
Montée de Disney au capital de UTV.

Sur le plan économique, un élément intéressant est la prise de participation graduelle de la société américaine The Walt Disney Company dans la société indienne UTV Software Communications. Fin 2000, la législation en Inde a été assouplie principalement à l'égard des entreprises qui peuvent dorénavant créer des coentreprises dans le pays. En 2002, les garanties sur la propriété intellectuelle sont renforcées et depuis 2004, les entreprises étrangères peuvent créer des franchises. Ces éléments ont permis à des entreprises comme Disney de s'implanter en Inde (Cf The Walt Disney Company India).
- juillet 2006 : Disney achète 14,5 % de la société pour 30,5 millions de $[7].
- 3 décembre 2007 : Disney annonce vouloir acheter 11 à 15 % supplémentaires du capital[11].
- 18 février 2008 : Disney annonce détenir[13] :
  - 32,1 % du capital d'UTV après avoir acheté pour 203 millions de $ d'actions ;
  - 15 % d'UTV Global Broadcasting, filiale d'UTV, acheté pour 30 millions de $.
- 30 juin 2008 : Disney confirme détenir 37,29 % de la société UTV[17]
- 8 août 2008 : Disney achète directement 15 % d'UTV Global Broadcasting, désormais détenue à 75 % par UTV[18].
- 5 décembre 2008 : Disney atteint les 50 % dans UTV Software[18].
- 31 mars 2009 : Disney atteint les 59,94 % du capital d'UTV[22], grâce à un investissement de 46 millions de $[62].
- 31 mars 2010 : à la suite d'une augmentation de capital, la part de Disney est réduite à 50,45 %[25].
- 7 juin 2011 : la presse indique que Disney chercherait à accroître sa participation[63].
- 26 juillet 2011 : UTV annonce qu'elle a acceptée une offre de Disney pour acheter les 49,6 % restants du capital qu'elle ne détient pas pour 454,62 millions d'USD[32],[33],[34].
- 7 décembre 2011 : le gouvernement indien valide le rachat d'UTV par Disney
- 28 décembre 2011 : Disney annonce lancer une offre de retrait de la bourse de Bombay de 12,2 millions d'actions UTV valable du 16 au 20 janvier 2012, soit 29,96 % de l'entreprise afin d'atteindre 80,25 %, le reste étant détenu par RS Group[41].
- 31 janvier 2012 : Disney clôture son offre de rachat des actions publiques d'UTV soit près de 30 % du capital[64].
- 2 février 2012 : Disney achète les actions de Rohinton Screwvala (4,24 %), Unilazer Exports and Management Consultants (9,22 %) et Unilazer Hong Kong (6,29 %)[43],[64] soit 70,03 % du capital, ou l'intégral des actions du groupe de promoteurs. Disney détient alors 93 % et un droit pour acheter les actions restantes au prix de 1 100 roupies l'une jusqu'au 16 mars 2013[65].
- Dans son rapport annuel clos fin septembre 2012, Disney annonce avoir acheté près de 6 % d'actions supplémentaires pour 63 millions d'USD[65]